# Doncella de hierro

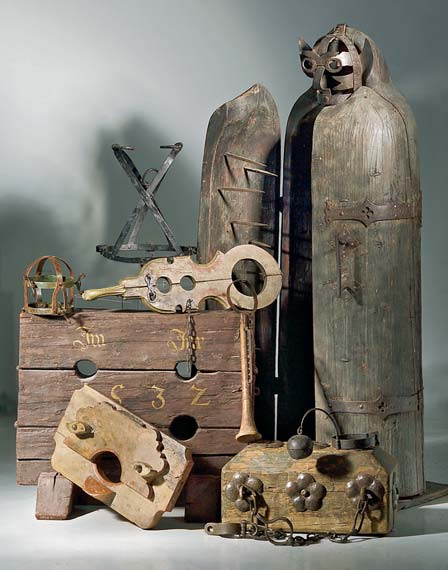
Varios instrumentos de tortura. La doncella de hierro está a la derecha.

La doncella de hierro fue un instrumento utilizado para la tortura y la ejecución de la pena de muerte, aunque todas las pruebas apuntan a que fue realmente inventada en el siglo XVIII.

## Historia
El historiador Polibio cuenta que el tirano de Esparta Nabis (205-192 a. C.) construyó una máquina con la apariencia de su mujer y cuyo vestido ocultaba pinchos de hierro; a todo el ciudadano reacio a pagar impuestos lo obligaba a ser abrazado por esa estatua por medio de unos resortes. Era conocida como Apega de Nabis, y se considera el antecedente de la doncella de hierro. San Agustín refiere también en La ciudad de Dios que los cartagineses poseían un tipo de tortura que consistía en encerrar a una persona en un sarcófago de madera provisto de pinchos. Pero no hay documentación alguna ulterior sobre este instrumento de tortura hasta fines del siglo XVIII. 
Al parecer, una de las primeras doncellas de hierro medievales fue construida en Núremberg (Alemania) y la primera persona ejecutada por este medio habría sido un falsificador de moneda, el 14 de agosto de 1515, según afirmó Johann Philipp Siebenkees (1759-1796) en 1793, quien bautizó con su conocido nombre al artilugio, pero la veracidad de este hecho está en entredicho porque interpretó mal el texto de una crónica de Núremberg fechada en el siglo XVI. Se trataba en realidad de una especie de tonel sin pinchos que se cerraba sobre el tronco de la persona a castigar, dejándole fuera cabeza, brazos y piernas: la doncella de hierro que se ha conservado hasta época moderna en Núremberg fue construida en realidad hacia 1802, inspirándose en el bulo creado por Siebenkees, y ha servido de modelo a todas las posteriores, creadas por la fantasía romántica. Así, se ha llegado a contar que Isabel Báthory utilizaba la doncella de hierro contra sus doncellas para obtener más sangre de sus víctimas y conseguir la eterna juventud. Y Bram Stoker escribió una historia corta de género gótico sobre la doncella de hierro llamada La Squaw (1893). Así pues, su uso como dispositivo de tortura en cumplimiento de sentencias judiciales en la Edad Media es probablemente falso. Si se utilizó, fue a partir del siglo XIX con fines macabros. Sin embargo, la banda de heavy metal Iron Maiden se inspiró en este objeto para nombrar su grupo.

## Descripción

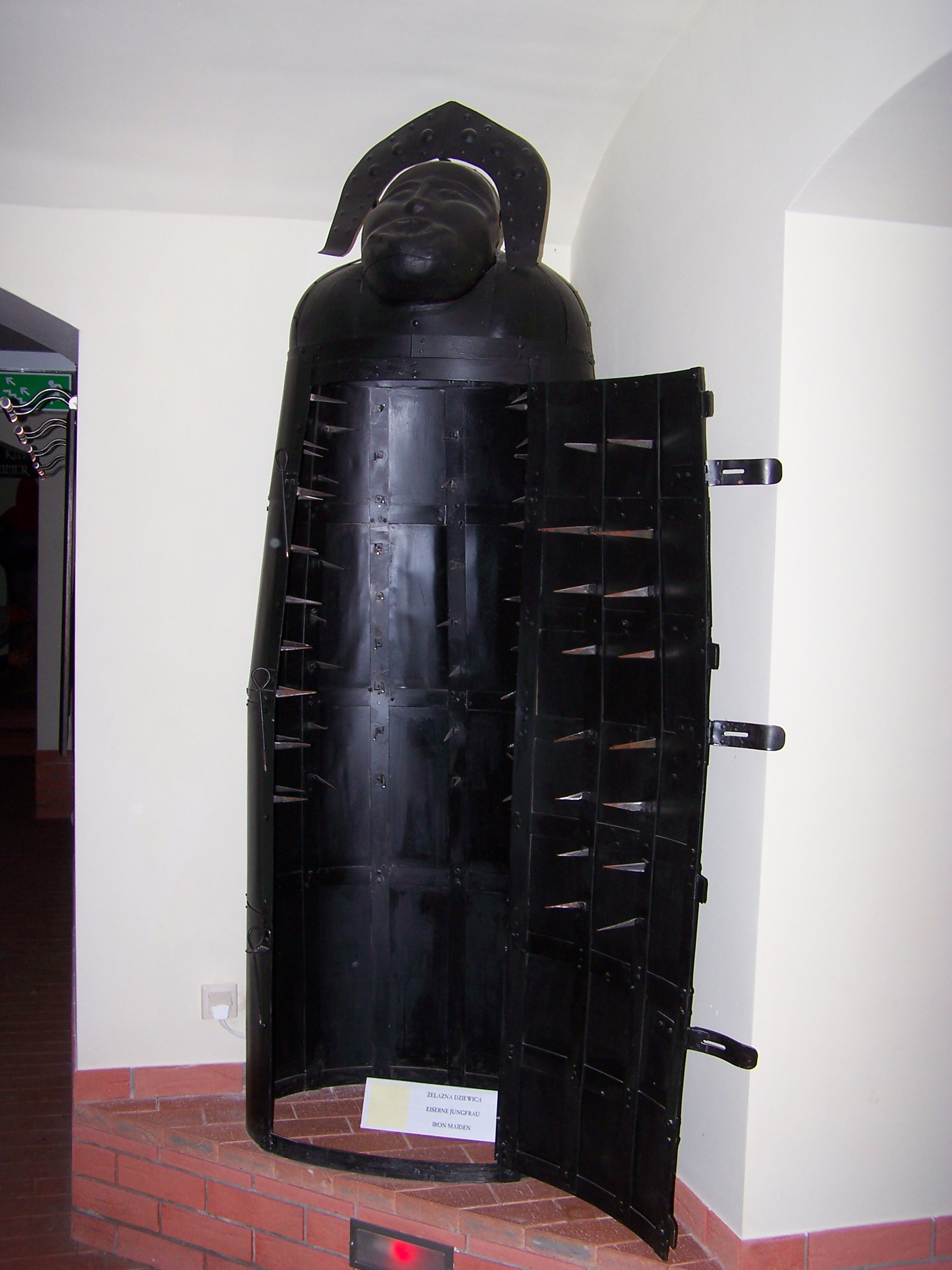
Doncella de hierro en Zielona Góra, Polonia.

### Exterior
La doncella de hierro de Núremberg era antropomórfica, con una cara que se podría reconocer como María la madre de Jesús y un cuerpo formado por dos puertas que lo asemejaban a un ataúd. Medía más de dos metros de alto y casi uno de ancho, por lo que era suficientemente grande para contener a un hombre plenamente desarrollado. El prisionero condenado tenía que pasar a través de siete salas con siete candados antes de su prevista ejecución. Al final de un largo pasillo se encontraba la cara de una especie de guardarropa de hierro que recordaba vagamente una figura humana. Por fuera, la doncella parecía inofensiva y nada peligrosa, pero en su interior había unos clavos ocultos de hierro cuyo fin no era matar rápido, sino torturar despacio. El objetivo de este artilugio en general era empalar a la víctima e infligirle un gran dolor y castigo.

### Clavos
Lo que más llama la atención es la presencia de docenas de clavos punzantes y oxidados. Estaban diseñados para ensartarse en la víctima esquivando los órganos vitales en cuanto la doble puerta se cerrase. Esto permitía que la persona siguiese viva y en posición vertical. Además, había un clavo no movible que estaba en la posición del pene para infligir más daño.

### Espacio confinado
En segundo lugar, el hombre condenado estaba sujeto en un espacio extremadamente pequeño para maximizar su nivel de sufrimiento.

### Puertas
Otra característica secundaria pero importante era que las puertas de hierro podían ser abiertas independientemente. Esto era útil para comprobar que la víctima estaba teniendo un sufrimiento suficiente y negar el riesgo de posibles escapes.

### Insonorización
Las puertas de la doncella de hierro tenían un grosor considerable. Al parecer fueron especialmente concebidas para asegurarse de que los gritos de dolor del condenado no pudieran ser escuchados mientras ambas puertas estuviesen cerradas.

### Funcionamiento
Las puertas eran cerradas lentamente para que las puntas de los clavos pudiesen penetrar en los brazos y piernas del hombre en varios puntos, además de otras muchas partes de su cuerpo como pueden ser el pecho, los hombros o los ojos, pero sin llegar a matarlo directamente;esto le causaba un gran dolor durante un par de días hasta que finalmente moría.
Aunque esto no ha podido ser probado, expertos historiadores afirman que los clavos en la parte interior a la puerta eran movibles. Se piensa que podían ser recolocados o cambiados de sitio dependiendo de lo que se necesitase para el individuo en cuestión, dependiendo de su fisionomía y del crimen realizado. De esta manera, el resultado global sería más o menos letal y mutilante dependiendo de donde se colocasen los clavos. Si durante el tiempo en el que la víctima permanecía en el interior no moría, al momento de abrir la puerta sufría desangramiento y fallecía unos segundos después.